# Kurmhof
Kurmhof war ein Ortsteil der Stadt  Pfreimd im Oberpfälzer Landkreis Schwandorf (Bayern).

## Geografie
Der ehemalige Standort von Kurmhof liegt ungefähr vier Kilometer südöstlich von Pfreimd am Kurmhofbach ungefähr 500 Meter westlich seiner Quelle. Der Kurmhofbach mündet etwa 6 Kilometer weiter westlich bei Perschen in die Naab.

## Geschichte
Im Häuser- und Rustikalsteuerkataster von 1808 wurde Kurmhof zur Gemeinde Pamsendorf gehörig als unbewohnte Einöde mit einem Anwesen und dem Inhaber Peter Hösl aufgeführt.
1811 gab es im Landgericht Nabburg 58 Steuerdistrikte, einer davon war Tauchersdorf. Zum Steuerdistrikt Tauchersdorf gehörten außer Tauchersdorf selbst noch Wiesensüß und Kurmhof. Kurmhof gehörte zur Obmannschaft Tauchersdorf.
1828 hatte Kurmhof zwei Wohngebäude, zwei Familien und 6 Einwohner.
Zum Stichtag 23. März 1913 (Osterfest) gehörte Kurmhof zur Filialkirche Perschen der Pfarrei Nabburg. Es hatte zwei Häuser und 7 Einwohner.
1964 war Kurmhof unbewohnt und gehörte zur Landgemeinde Pamsendorf und zum Landkreis Nabburg.
1971 wurde die Gemeinde Pamsendorf in die Gemeinde Hohentreswitz eingegliedert.
Damit war Kurmhof nun Teil der Gemeinde Hohentreswitz.
Zum 1. Juli 1972 wurde der Landkreis Nabburg aufgelöst und Kurmhof gelangte als Teil der Gemeinde Hohentreswitz in den neu gebildeten Landkreis Schwandorf.
Bis 1978 gehörten zur Gemeinde Hohentreswitz außer Hohentreswitz selbst 
- nach dem Verzeichnis von 1842: Aspachmühle, Bornmühle, Bornmühlschleife, Fuchsendorf, Herdegen, Stelzlmühle[8]
- und außerdem nach der Eingliederung der Gemeinde Pamsendorf 1971: Häuslberg, Kurmhof, Löffelsberg, Oberpfreimd, Pamsendorf, Rappenberg, Tauchersdorf, Trefnitz und Wiesensüß.[9]

Am 1. Mai 1978 wurde die Gemeinde Hohentreswitz aufgelöst, dabei gelangten
- Häuslberg und Trefnitz in die Gemeinde Guteneck
- Grubhof, Tauchersdorf und Wiesensüß zur Stadt Nabburg. Der Name Grubhof wurde erst 1979 erteilt und bezeichnet eine Einöde nördlich von Tauchersdorf.[10] Grubhof gehörte 1990 zur Expositur Hohentreswitz der Pfarrei Trausnitz.[11]

Der Rest der Gemeinde Hohentreswitz,  also Aspachmühle, Bornmühle, Bornmühlschleife, Fuchsendorf, Herdegen, Stelzlmühle, Kurmhof, Löffelsberg, Oberpfreimd, Pamsendorf und Rappenberg, wurde in die Stadt Pfreimd eingegliedert.
Am 31. Dezember 1990 war Kurmhof unbewohnt und gehörte zur Pfarrei Pfreimd.
2015 befindet sich Kurmhof auf dem Gelände der Oberpfalzkaserne Pfreimd. Die Gebäude sind restlos abgetragen.